# 鈴木達郎
鈴木 達郎（すずき たつお）は日本の実業家。元ダイエー専務取締役。大阪経済大学経済学部卒業。

## 人物
大阪経済大学を卒業後、ダイエーに入社し30代という若さで取締役に就任し、その後手腕を買われ、専務に就任。当時のダイエーのグループ会社だったダイエー・アゴラの社長も務める。ダイエーグループ経営政策会議の専務理事として創業者である中内㓛の補佐役も務めていた。
中内㓛の懐刀であり、主に開発担当として活躍し、ダイエーの大規模開発案件のほとんどを手がけた。
当時の南海ホークス（その後福岡ダイエーホークス→現：福岡ソフトバンクホークス）の買収を決め、福岡ドーム建設計画を考案し、陣頭指揮を執ったのも鈴木達郎である。地元の政財界との調整役も果たした。
そのほかにもダイエー・アゴラの社長として近隣型ショッピングセンター、テナント複合ビルOPA、コンビニエンスセンターなどの新業態商業施設の開発に取り組んでいたほか、リクルートコスモスの取締役も兼任するなど、不動産事業などで大きな手腕を発揮する。
しかし1994年に50代という若さで急逝し、その突然の出来事を聞いた中内㓛は海外出張中だったにもかかわらず、すぐに帰国し葬儀に出たほどで、ダイエーグループに大きな衝撃を与えた。